# Caccobius brevis
Caccobius brevis är en skalbaggsart som beskrevs av Waterhouse 1875. Caccobius brevis ingår i släktet Caccobius och familjen bladhorningar. Inga underarter finns listade.